# Evanescence
Evanescence é uma banda americana de metal alternativo formada em 1995 na cidade de Little Rock, Arkansas pela vocalista e pianista Amy Lee e o guitarrista Ben Moody. Atualmente o grupo possui cinco integrantes, sendo que Moody não está mais envolvido.
A banda era popular na região de Little Rock, consolidando-se na cena musical da cidade no final da década de 1990 com os EPs: Evanescence (1998) e Sound Asleep (1999), além do álbum demo Origin, lançado em 2000. Porém foi apenas com o disco de 2003, Fallen, que a banda ganhou reconhecimento internacional e vendeu mais de 17 milhões de cópias em todo o mundo, recebendo Disco de Diamante (dez Discos de Platina) pela RIAA nos Estados Unidos. Os singles "Bring Me to Life" e "My Immortal" permaneceram por semanas no topo das paradas musicais, tornando-se os maiores sucesso da banda até então. Tamanho triunfo permitiu ao grupo realizar diversas turnês ao redor do mundo nos anos posteriores, e gerou o lançamento do álbum ao vivo Anywhere but Home em 2004.
Em 22 de outubro de 2003, durante uma turnê europeia, Moody deixou a banda alegando "diferenças criativas" com os outros membros, sendo substituído pelo guitarrista Terry Balsamo, que por ventura também passou a contribuir criativamente com o Evanescence a partir do álbum The Open Door (2006). O disco estreou em primeiro lugar na Billboard 200, e vendeu cerca de seis milhões de cópias em todo o mundo, além de gerar o single "Call Me When You're Sober", que figurou em boas posições nas paradas musicais.
Após o fim da The Open Door Tour, a banda entrou em um período de hiato que durou até o lançamento do single "What You Want" em agosto de 2011, que precedeu o álbum autointitulado Evanescence, em outubro do mesmo ano. O disco assim como seu antecessor, debutou no primeiro lugar da revista Billboard, recebendo Disco de Ouro na Austrália e no Canadá. Para a promoção do álbum, a banda excursionou com a Evanescence Tour que durou até novembro de 2012, com 131 concertos realizados.
Após um hiato de três anos, a banda retornou aos palcos com Jen Majura assumindo as guitarras de Balsamo, e posteriormente lançou seu quarto disco, Synthesis (2017), que diferiu-se dos trabalhos anteriores por difundir as sonoridades da música clássica e eletrônica. Sua turnê contou ainda com presença de uma orquestra em todos os concertos e gerou o álbum ao vivo Synthesis Live, de 2018. Mais tarde em março de 2021, foi lançado The Bitter Truth, quinto álbum da banda, que também gerou singles de sucesso como "Wasted on You" e "Use My Voice", e foi promovido por uma extensa turnê mundial encerrada em 2023.
Estima-se que o Evanescence tenha vendido cerca de 32 milhões de cópias de CDs e DVDs ao redor do mundo, tornando-os um dos maiores nomes do hard rock e metal mundial.

## História

### Formação e primeiros anos (1995–2000)

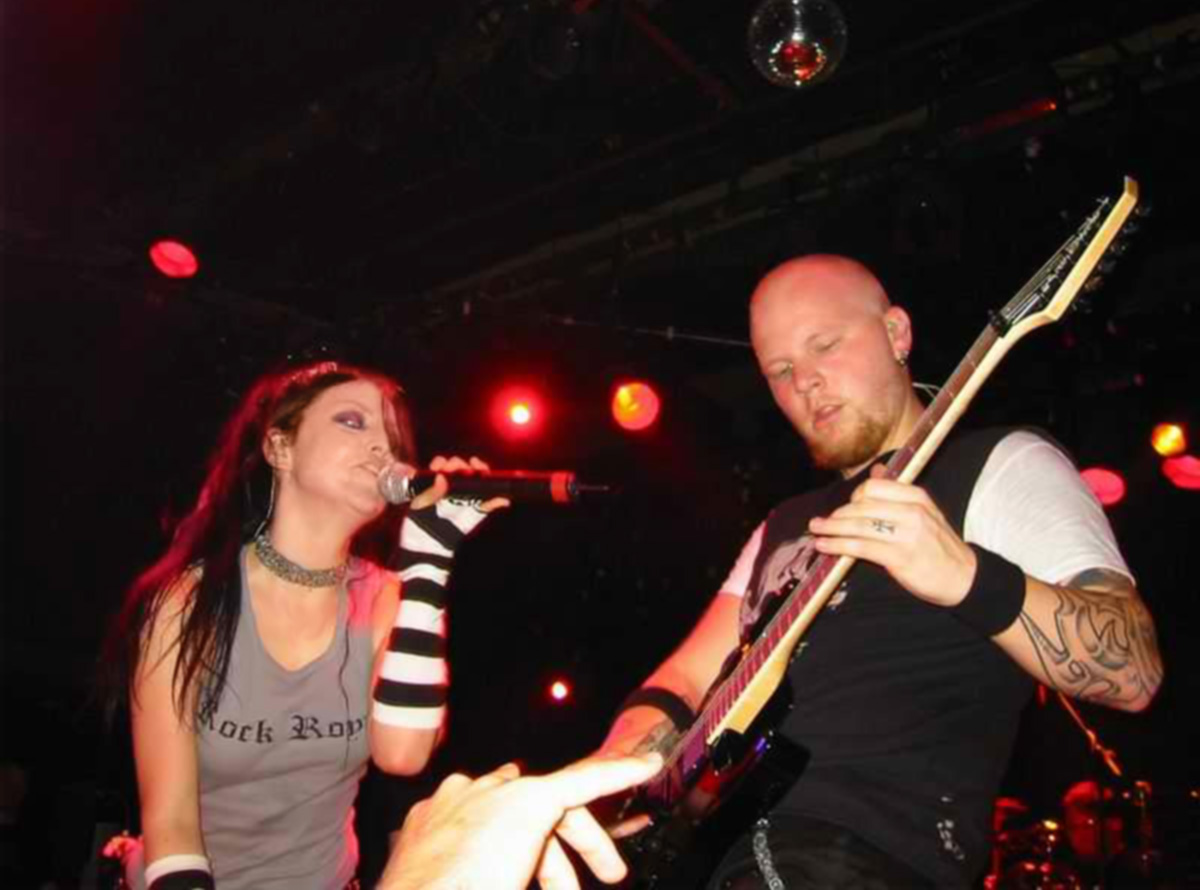
Lee (esquerda) e Moody (direita) foram os membros fundadores do Evanescence.

No ano de 1995, a vocalista e pianista Amy Lee e o guitarrista Ben Moody se conheceram num acampamento de verão promovido por uma igreja de Little Rock, Arkansas. Após Ben ouvir a talentosa Amy tocar a canção "I'd Do Anything for Love (But I Won't Do That)" do músico americano Meat Loaf no piano, ambos descobriram que possuíam os mesmos interesses musicais, decidindo formar um pequeno projeto, que passou por nomes como Childish Intentions e Stricken, até ser definido como Evanescence posteriormente, que significa "desaparecimento" em latim. Eles compuseram e gravaram algumas demos em 1996, e chamaram alguns colegas como Will Boyd e Rocky Gray para participarem de um EP autointitulado, que foi lançado em 29 de dezembro de 1998.
No ano seguinte, a dupla começou a realizar algumas apresentações ao redor da cidade e suas canções começaram a ser tocadas em rádios locais. Eles também lançaram o EP Sound Asleep em agosto de 1999, contratando o tecladista e multi-instrumentista David Hodges em seguida. No ano de 2000, a banda dispunha de um orçamento maior para as gravações e pôde produzir a demo Origin, que foi liberada pela gravadora Bigwig Enterpresis em 4 de novembro de 2000, após uma apresentação especial do grupo em Little Rock; e a faixa "Whisper" também foi lançada como single promocional para as rádios.

### Fallene sucesso mundial (2001–2004)
Durante as sessões de gravação de Origin no estúdio Ardent em Memphis, Tennessee, a banda havia conhecido o produtor Peter Matthews que ficou impressionado com o talento do grupo e enviou algumas demos para sua amiga e dona da gravadora nova-iorquina Wind-up Records, Diana Meltzer, que se interessou pela banda após ouvir a canção "My Immortal", dizendo que os mesmos eram "um potencial sucesso". A equipe da gravadora afirmou que embora possuíssem talento, precisariam ser desenvolvidos, dando tempo e oportunidade necessária para produzirem um som avançado. Após assinarem com a Wind-up em janeiro de 2001, a banda se mudou para Los Angeles, Califórnia e recebeu um apartamento para ensaios, com Lee também passando a ter aulas de canto, performance e movimento. As gravações do primeiro álbum começaram em agosto de 2002, e a banda contratou uma série de músicos e um coral chamado The Millennium Choir para participar do disco, com supervisão e produção assinadas por Dave Fortman.

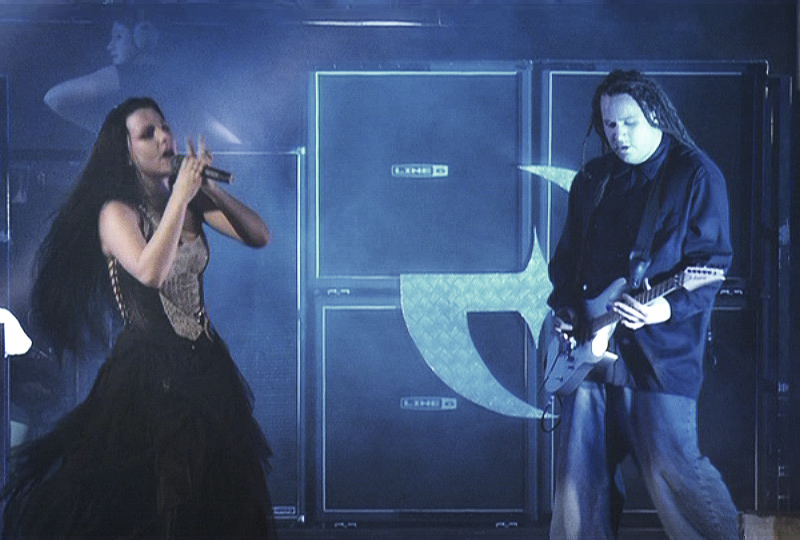
Lee e Balsamo durante uma performance em Paris, França em 2004

Em dezembro de 2002, após o fim das gravações, Hodges saiu da banda em consenso com os demais membros, e os músicos John LeCompt, Will Boyd e Rocky Gray foram convidados para tocar durante toda a turnê que estava agendada. Dessa maneira, o álbum Fallen foi oficialmente lançado em 4 de março de 2003, ficando na terceira posição da Billboard 200, com mais de 17 milhões de cópias comercializadas posteriormente. O single "Bring Me to Life" com participação do cantor Paul McCoy (12 Stones) tornou-se um sucesso mundial, foi incluído na trilha sonora do filme Daredevil e ganhou em uma categoria do Grammy 2004. Além deste, Fallen gerou outros singles de sucesso como "Going Under" e "Everybody's Fool", acompanhados de videoclipes promocionais que obtiveram altos índices de reprodução em canais como MTV e VH1. Já o single "My Immortal", além de se tornar uma das canções mais emblemáticas da banda, recebeu também uma indicação ao Grammy 2005 e foi incluído na trilha de Daredevil, enquanto a faixa "Breath No More" apareceu no álbum sonoro do filme Elektra.
Após uma série de apresentações na Europa, Reino Unido e Escandinávia, Moody deixou a banda em 22 de outubro de 2003 alegando "diferenças criativas" com os outros membros. LeCompt assumiu sozinho as guitarras até o final das datas europeias, e Terry Balsamo das bandas Cold e Limp Bizkit se juntou ao grupo posteriormente, fazendo sua estreia com a banda em uma performance no American Music Awards 2003. Meses depois, Lee disse que a saída de Moody foi um alívio devido às tensões que ele criava dentro da banda. Em contrapartida, o guitarrista disse que ele saiu para que o grupo pudesse continuar, e que seu desejo inicial era que Amy deixasse a banda, numa carta publicada por ele mesmo em agosto de 2010 num fórum de fãs na Internet. Ele também formou sua própria banda We Are the Fallen em 2009 juntamente com outros membros do Evanescence, cujo nome faz uma alusão ao álbum de estreia do seu grupo de origem.
De qualquer maneira, a banda continuou a turnê com shows na Oceania, Japão e festivais da Europa, encerrando a Fallen Tour em 14 de agosto de 2004 na Alltel Arena em Little Rock, cidade natal do grupo. Ainda naquele ano, foi lançado o DVD ao vivo Anywhere but Home em 23 de novembro de 2004, contendo uma apresentação gravada em Paris, França, além de um documentário sobre os bastidores da turnê mundial.

### The Open Doore saída de integrantes (2005–2009)
Após a extensa turnê de Fallen, a banda iniciou uma pausa em 2005, retornando aos estúdios em setembro do mesmo ano. Terry passou a contribuir diretamente nas composições junto com Amy, porém as gravações progrediram lentamente devido aos projetos paralelos dos outros integrantes, a perda do empresário, e um acidente vascular cerebral sofrido por Balsamo em novembro de 2005. Contudo, as gravações foram finalizadas em março de 2006, e o disco conteve a participação de uma orquestra e a produção de Dave Fortman novamente. Pouco depois, em julho, o baixista Will Boyd anunciou sua saída da banda, pois não poderia participar de outra extensa turnê, além de querer mais tempo com sua família; ele foi substituído por Tim McCord (The Revolution Smile), e o álbum The Open Door foi finalmente lançado em 25 de setembro de 2006, debutando na primeira posição da Billboard 200 e vendendo mais de seis milhões de cópias posteriormente.

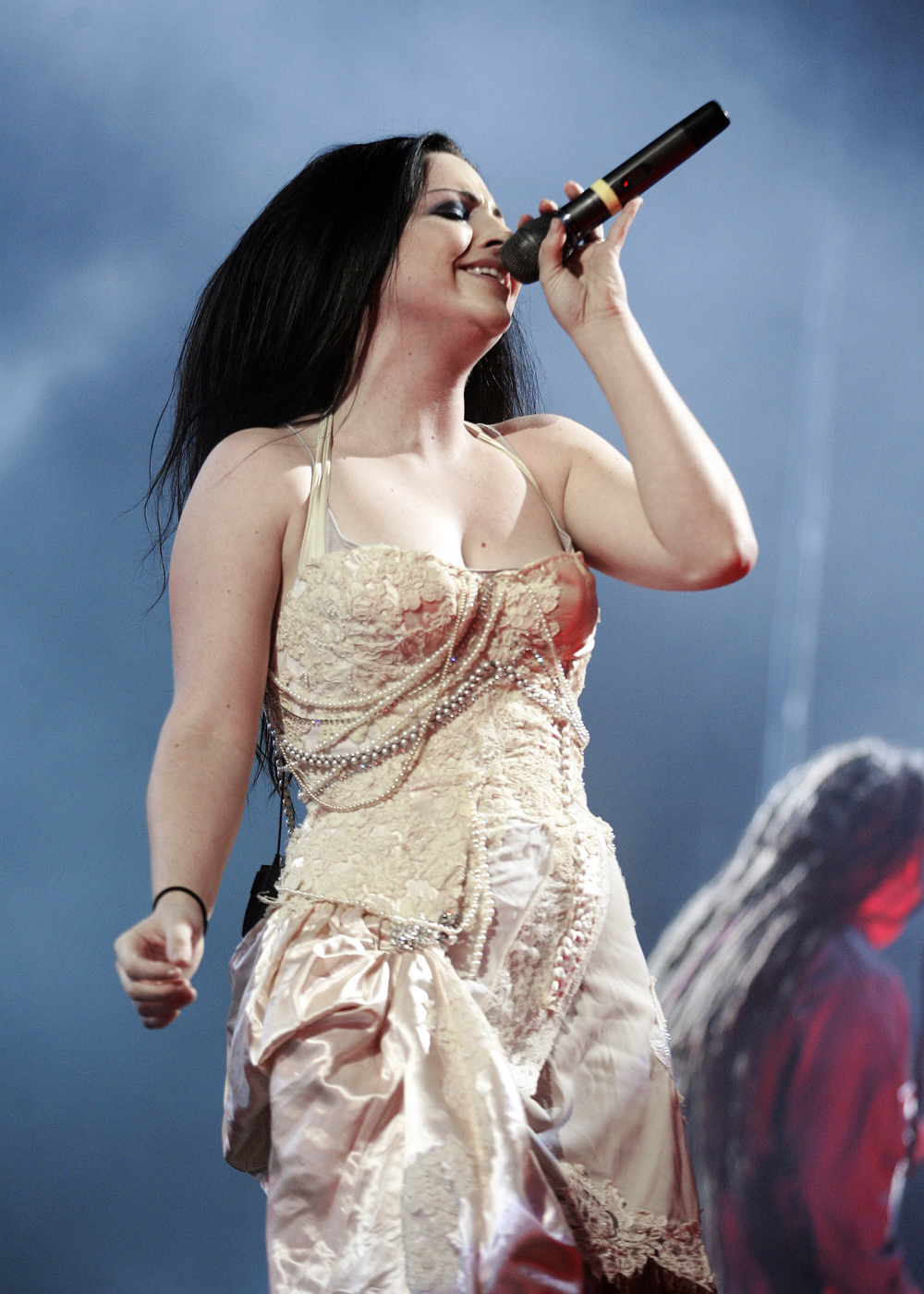
Lee se apresentando com a banda em Miami, Estados Unidos em 2007

Durante essa época, Lee afirmou que escreveu uma canção para o filme The Chronicles of Narnia: The Lion, the Witch and the Wardrobe (2005), no entanto a faixa foi rejeitada por ser obscura demais, e acabou integrando o disco The Open Door. Outra canção supostamente escrita para o longa-metragem foi "Lacrymosa", inspirada em Mozart. Contudo, os produtores de Narnia refutaram a alegação, afirmando que tal informação era "novidade para eles" e que nenhuma canção da banda havia sido planejada para ser inclusa na trilha sonora. De qualquer maneira, o disco gerou o single "Call Me When You're Sober", que se tornou um enorme sucesso e alcançou a décima posição das paradas americanas, com a banda também gravando videoclipes de alto custo para todas as faixas de trabalho, tais como "Lithium", "Sweet Sacrifice" e "Good Enough". Para promover o álbum, o grupo excursionou com a massiva The Open Door Tour que passou por todos os continentes com 153 apresentações bem sucedidas ao redor do mundo, encerrando em 8 de dezembro de 2007.
Após dois concertos na África, o guitarrista John LeCompt foi demitido da banda em 4 de maio de 2007, e o baterista Rocky Gray decidiu deixar o grupo em seguida. A gravadora Wind-up emitiu um comunicado anunciando a substituição dos músicos por Troy McLawhorn e Will Hunt da banda Dark New Day, respectivamente. Após a divulgação das notícias, Lee alegou publicamente que LeCompt e Gray não gostavam da atual musicalidade da banda, não se importavam mais com o grupo e apenas permaneciam pelo dinheiro.
Após todos os acontecimentos, a banda foi nomeada em uma categoria do Grammy 2008 pelo single "Sweet Sacrifice", porém não venceram o prêmio. No ano seguinte, todos os membros focaram em seus projetos paralelos e se reuniram para duas apresentações em Nova York e São Paulo em novembro de 2009 com o guitarrista convidado James Black (Finger Eleven).

### Evanescencee ruptura com a Wind-up (2010–2014)
Em fevereiro de 2010, a banda lançou um single promocional intitulado "Together Again" via download digital, que havia sido originalmente escrito para o disco The Open Door e também para o filme Narnia, porém foi rejeitada pela produção do longa. A canção foi lançada como um benefício à Fundação das Nações Unidas para seus esforços de recuperação do terremoto no Haiti.

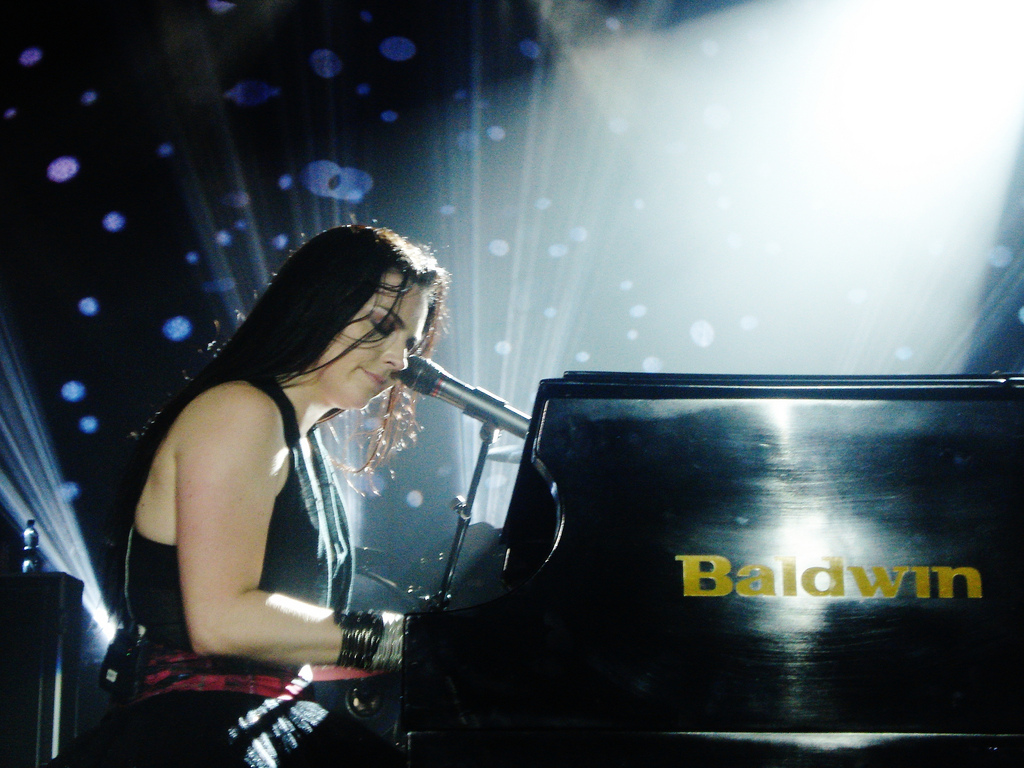
Lee performando a canção "Your Star" em Toronto, Canadá em 2011

O grupo retornou aos estúdios para a gravação de um novo álbum ainda em fevereiro, com influências de Massive Attack e Portishead, que seria produzido por Steve Lillywhite e contaria com a composição de Will "Science" Hunt em algumas canções. Porém a banda voltou atrás em abril do mesmo ano afirmando que a gravadora estava incerta sobre um novo disco e que Lillywhite não era a pessoa certa, sendo anunciada a sua substituição pelo produtor Nick Raskulinecz. As gravações iniciais feitas com Lillywhite no ano anterior foram descartadas pela gravadora, o que impulsou Lee a compor o que ela considera "o álbum mais pesado da banda". Apenas três músicas do projeto original foram usadas na obra final. O single "What You Want" foi lançado para promover o disco e alcançou boas posições em paradas inglesas, americanas e brasileiras, e o álbum autointitulado Evanescence foi finalmente liberado em 7 de outubro de 2011, e assim como seu antecessor The Open Door, debutou na primeira posição da Billboard 200, principal parada musical dos Estados Unidos. A faixa "My Heart Is Broken" também foi lançada como single mais tarde, em novembro.
Como de costume, a banda embarcou em mais uma turnê mundial, que teve início em 17 de agosto de 2011 na cidade de Nashville, seguido por uma apresentação no festival brasileiro Rock in Rio para 100 mil pessoas, maior público do grupo até então. Eles também foram convidados para se apresentar no Prêmio Nobel da Paz, realizado em 11 de dezembro de 2011 em Oslo, Noruega, cujo evento foi transmitido para mais de 130 países através da televisão e Internet. A turnê foi continuada no ano seguinte passando por todos os continentes — com destaque no sudeste asiático e Oriente Médio — sendo encerrada com uma apresentação especial na Wembley Arena em Londres, Inglaterra em 9 de novembro de 2012.
Mais tarde em 2013, a banda continuou os compromissos com o álbum, lançando um videoclipe para o single "Lost in Paradise" e uma edição especial de Fallen, disco de estreia que completara dez anos. Em outubro do mesmo ano, a gravadora Wind-up vendeu uma parte de seu catálogo de artistas para a Bicycle Music Company, incluindo a banda, que passou a ser gerenciada pela companhia Concord Music Group. Algumas fontes noticiaram em janeiro de 2014 que Lee havia processado a Wind-up Records, solicitando mais de um milhão e meio de dólares em royalties não-pagos. A disputa culminou na ruptura entre a gravadora e o grupo, bem como o gerenciamento da carreira solo de Amy Lee, tornando o Evanescence uma banda independente pela primeira vez em 13 anos.

### Retorno aos palcos e projetoSynthesis(2015–2018)

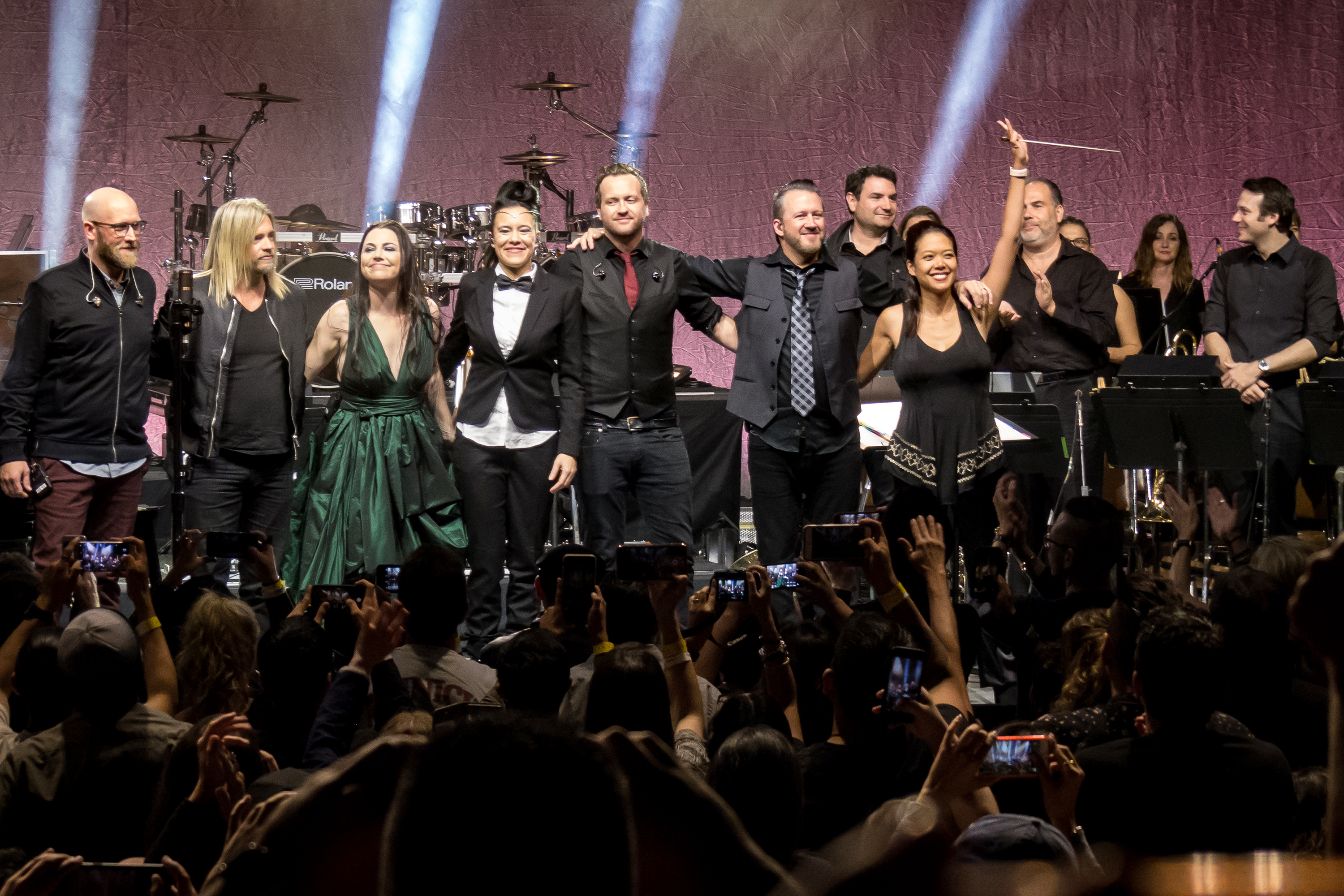
A banda encerrado uma apresentação da turnê orquestral em Los Angeles, Estados Unidos em 2017

Um comunicado emitido pela banda em 7 de agosto de 2015 anunciou a saída do guitarrista Terry Balsamo e sua substituição pela alemã Jen Majura (ex-Knorkator, Equilibrium). Suas primeiras performances ao vivo com o grupo ocorreram em novembro daquele ano com algumas datas selecionadas nos Estados Unidos e no festival Ozzfest em Tóquio, Japão após um hiato de três anos longe dos palcos. Para apresentar a nova formação, a banda realizou 47 concertos entre novembro de 2015 e junho de 2017, com datas nas Américas e Europa.
Uma coletânea intitulada The Ultimate Collection também foi liberada no final de 2016, incluindo a demo Origin, todos os álbuns de estúdio e o disco Lost Whispers, contendo b-sides e faixas extras, além de uma regravação da canção "Even in Death", de 2000.
Em maio de 2017, Amy divulgou um vídeo nas mídias sociais da banda anunciando o álbum Synthesis, um projeto que une a sonoridade da música clássica e eletrônica em releituras de canções passadas da banda, além de algumas faixas inéditas, como os singles "Imperfection" e "Hi-Lo", com participação da violinista Lindsey Stirling. O disco foi lançado em 10 de novembro de 2017 e debutou em oitavo lugar nas paradas americanas. Sua turnê promocional também incluiu a presença de diferentes músicos e orquestras em todas as datas, experiência essa que foi descrita por Lee como "assustadora, porém incrível". Susie Seiter atuou como condutora da orquestra e Will "Science" Hunt executou os sintetizadores e programação em todos os concertos. Não obstante, um álbum ao vivo foi lançado em 12 de outubro de 2018, intitulado Synthesis Live, que registrou a apresentação do grupo na cidade de Mashantucket, Connecticut.

### The Bitter Truthe turnês colaborativas (2019–2023)
Em 2019, a banda retomou os concertos de música pesada realizando peformances pelos Estados Unidos e Europa, que contaram com a participação do ex-guitarrista Terry Balsamo, o cantor Paul McCoy e a musicista Nita Strauss (Alice Cooper) em algumas datas. Paralelamente aos shows, o conjunto gravou um cover da canção "The Chain", original do Fleetwood Mac, como parte da trilha sonora do jogo eletrônico Gears 5, do Xbox. O lançamento do single ocorreu em novembro de 2019 e seu videoclipe mostra a banda tocando em um cenário pós-apocalíptico com cenas inspiradas pelo atentado que eles sofreram antes de uma apresentação no festival Knotfest na Cidade do México naquele ano. Todo o equipamento de palco foi destruído por um grupo de meliantes e a bateria de Hunt foi queimada, após tensões ocasionadas por conta de atrasos e o rompimento das grades de segurança. O concerto teve que ser cancelado por razões óbvias e o valor do ressarcimento foi feito pela banda Slipknot, idealizadora do evento.

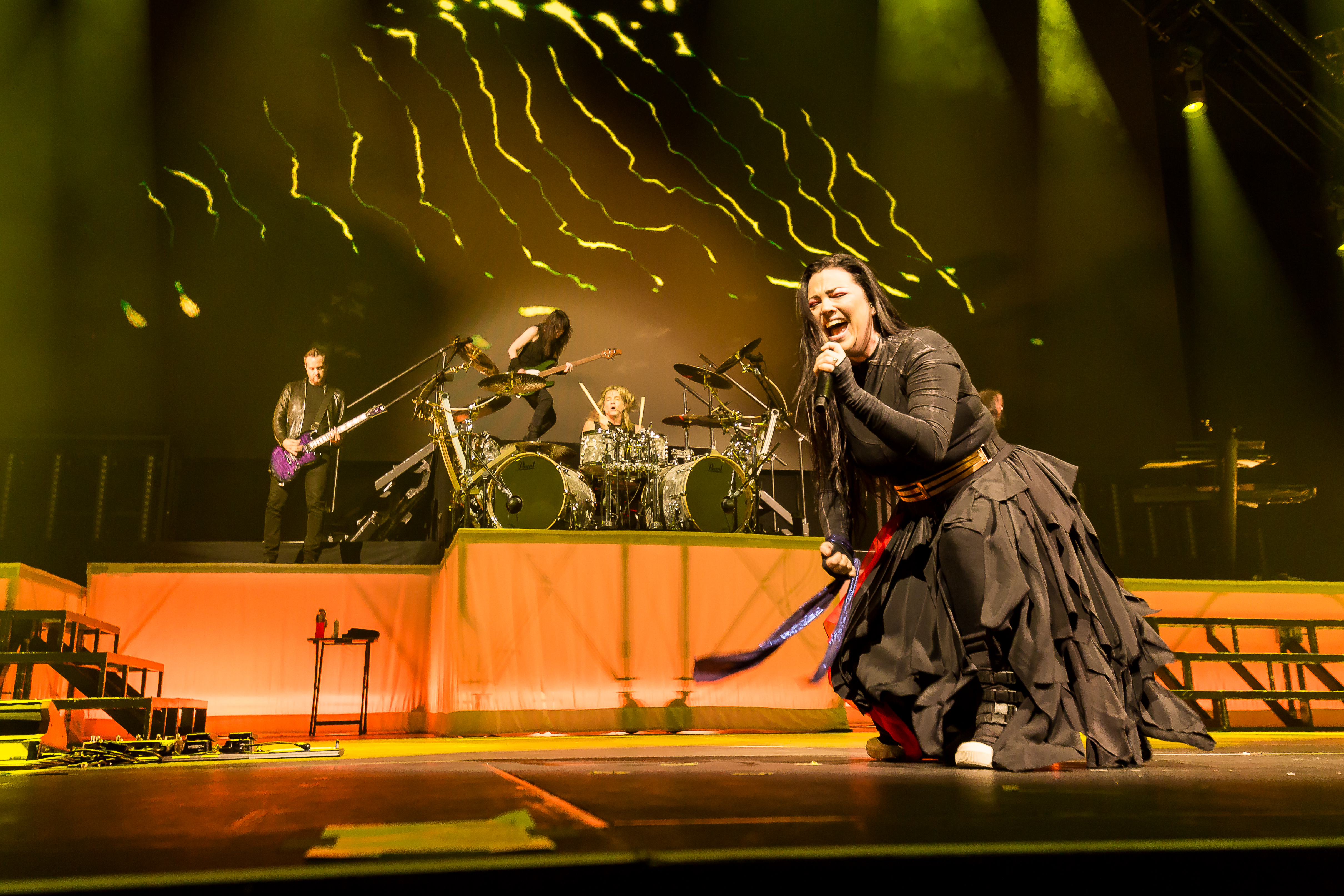
A banda se apresentando em Leipzig, Alemanha em 2022

Em janeiro do ano seguinte, os membros da banda se reuniram em Nashville para uma sessão de gravação do quinto álbum de estúdio novamente com o produtor Nick Razkulinecz. Segundo Lee, a ideia original seria trabalhar com diferentes produtores durante o processo e liberar os singles do disco pouco a pouco ao longo do ano de 2020. No entanto, devido à pandemia de COVID-19 que atingiu todo o globo durante esse período, a banda teve que interromper as gravações, retomando-as somente em julho, com Majura contribuindo remotamente de sua casa em Colônia. Razkulinecz assumiu a produção integral do álbum, e The Bitter Truth foi finalmente lançado em 26 de março de 2021. Seu single de estreia, "Wasted on You", recebeu uma indicação ao MTV Video Music Awards 2020 como "Melhor Vídeo de Rock", porém não ganhou. A canção "Use My Voice" também foi lançada durante o período das eleições presidenciais norte-americanas, devido ao seu cunho político, além de contar com a participação de outras vocalistas da cena, como Sharon den Adel, Lzzy Hale e Taylor Momsen. Outras faixas de trabalho do álbum incluíram "The Game Is Over", "Yeah Right" e "Better Without You".
Mais tarde em 21 de maio de 2022, a banda divulgou um comunicado oficial informando que Jen Majura e o restante do grupo decidiram se separar, sendo anunciado alguns dias depois que McCord iria substituí-la como guitarrista, enquanto a função dele de baixista seria transferida para Emma Anzai (Sick Puppies). Entretanto, Majura enviou uma nota aos fãs relatando que sua saída da banda não foi uma decisão tomada por ela, embora disse não possuir "ressentimentos contra ninguém", desejando "tudo de melhor" ao Evanescence.
Para promover o álbum, a banda excursionou com a The Bitter Truth Tour a partir de novembro de 2021, sete meses após o lançamento do disco, devido às restrições da pandemia. A turnê contou com uma arrojada produção de palco e foi realizada majoritarimente em grandes arenas e festivais ao redor do mundo, tendo tido outras bandas como co-headline em diferentes ocasiões, tais como Halestorm, Korn e Muse na América do Norte, e Within Temptation na Europa, além de ter contado com variados cantores fazendo participações especiais, como Sonny Sandoval (P.O.D.), Deena Jakoub (Veridia), Johnny Stevens (Highly Suspect), Jacoby Shaddix (Papa Roach), bem como as já mencionadas Hale e Den Adel. A turnê foi finalizada em 28 de outubro de 2023 após 124 apresentações, com destaque para o concerto na cidade de São Paulo, Brasil, que contou com mais de 40 mil pessoas, maior público em um show próprio do Evanescence em toda a sua carreira.

### Sexto álbum de estúdio (2024–presente)
A banda irá realizar 37 concertos esporádicos entre maio de 2024 e novembro de 2025, com passagens pela América do Norte, Europa, Brasil e Oceania. Lee também declarou em uma entrevista que "está na hora de tocar música nova", informando que o grupo aproveitará os dias livres entre os shows para iniciar o processo de composição de um novo álbum, o sexto da carreira, com previsão de lançamento para o início de 2026.
Nesse meio-tempo, a banda lançou o single "Afterlife" em março de 2025 para a trilha sonora da série de televisão animada Devil May Cry da Netflix, que adquiriu grande sucesso e atingiu o topo da Billboard Mainstream Rock. Pouco depois em junho do mesmo ano, foi lançado o single "Fight Like a Girl" em parceria com a cantora americana K.Flay, que integrou a trilha do filme Ballerina, da Lionsgate.

## Composições e estilo

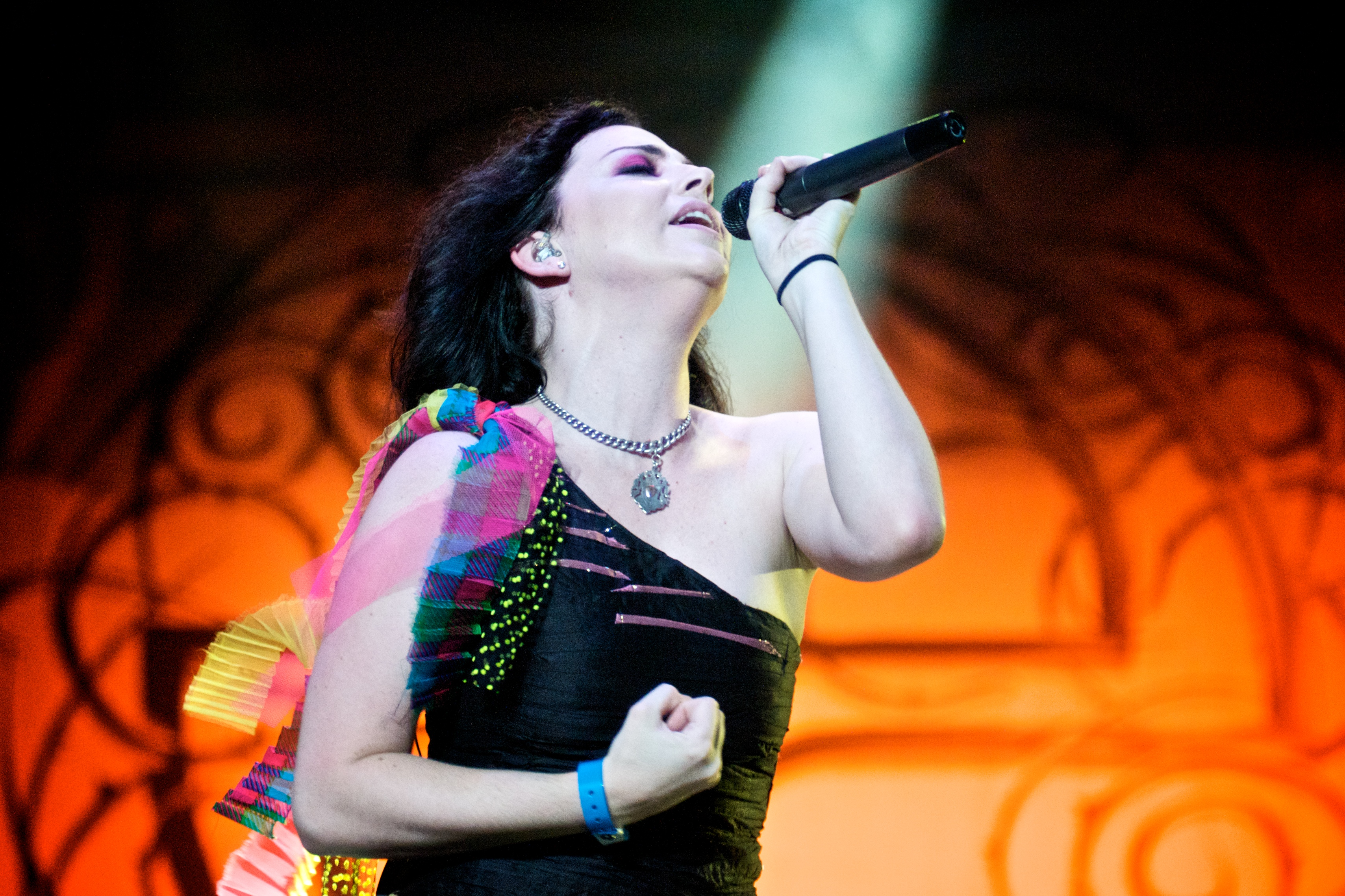
Além de vocalista e principal compositora do Evanescence, Amy Lee também é reconhecida como uma das maiores referências entre cantoras femininas de heavy metal.

De modo geral, a crítica especializada tende a denominá-los como uma banda de metal ou rock. Algumas publicações como o The New York Times, Rough Guide, Rolling Stone e Blender classificam o estilo musical da banda como metal gótico, embora outras fontes como Popmatters, IGN e Spin à denominam como rock gótico. Eles foram comparados com diversas bandas de diferentes gêneros, tais como o nu metal de conjuntos como Linkin Park, metal gótico de Lacuna Coil, e metal sinfônico de grupos como Nightwish e Within Temptation. Outros gêneros e influências utilizados para descrever o som da banda incluem metal alternativo, hard rock e post-grunge.
O EP de estreia lançado em 1998, Evanescence, foi comparado à algumas bandas europeias como The Gathering, The 3rd and the Mortal e Left Hand Solution, devido a sua sonoridade atmosférica, no entanto com algumas nuances pesadas. Contudo, o álbum Fallen (2003), considerado o debut oficial da banda à patamar internacional, foi ligeiramente diferente dos trabalhos anteriores, motivo que levou muitos fãs a afirmarem que seu estilo mudou muito — o som passou a ser dinâmico e rápido, com tal disco sendo classificado como comercial. Foi exatamente nessa fase que a banda recebeu o rótulo de nu metal, e também por ter adquirido influências de outros grupos como Korn, pertencente a esse gênero. Mais do que definir Fallen e The Open Door, o Evanescence também faz misturas de música eletrônica em seu som, utilizando sintetizadores e programadores, que podem ser ouvidos em várias músicas, principalmente em "Haunted", "Snow White Queen", "Swimming Home" e "Take Cover".

“Nós definitivamente somos uma banda de rock, mas o que diferencia isso é que as músicas da banda são épicas, dramáticas e obscuras.”

— Amy Lee em entrevista à rádio DC101, 2003.
A vocalista Amy Lee, autora das principais composições da banda, se inspira em diferentes temas para escrever as canções. Algumas possuem forte influência em episódios trágicos de sua vida pessoal, como a perda de seus irmãos nas faixas "Hello", "Like You" e "Far from Heaven". Enquanto outras retratam ex-relacionamentos conturbados dela como em "Going Under" e "Call Me When You're Sober". Ela já relatou que as faixas "Weight of the World" e "All That I'm Living For" também são baseadas em sua relação com os fãs e a banda em si, e a pressão que ela sofre como principal imagem do grupo. No entanto, músicas como "The Only One" e "Use My Voice" não tem nenhuma relação com a vida de Lee, e são inspiradas em temas políticos ou de soberania. Os vocais da banda são predominantemente femininos, com ênfase na voz de Lee e os backing vocals de Jen Majura ou Emma Anzai. Alguns vocais masculinos também já foram executados, no estúdio por cantores convidados como Bruce Fitzhugh e Paul McCoy, ou ao vivo por David Hodges ou John LeCompt enquanto membros do grupo. Inicialmente promovidos em lojas cristãs e por terem suas canções vendidas em lojas de música do gênero, a banda deixou claro que não queriam ser considerados parte do estilo rock cristão. Quando perguntada pela Billboard em 2006 se o Evanescence havia sido uma banda cristã, Lee respondeu que tudo isso fazia parte do passado.

## Formação
| - Amy Lee – vocais, piano, teclado, sintetizadores (desde 1995), harpa (desde 2010) - Tim McCord – baixo (2006–2022), teclado (desde 2012), guitarra (desde 2022) - Will Hunt – bateria (desde 2007) - Troy McLawhorn – guitarra, violão (desde 2007) - Emma Anzai – baixo, vocal de apoio (desde 2022) - Jen Majura – guitarra, violão, vocal de apoio (2015–2022), teremim (2017–2018) - Terry Balsamo – guitarra (2003–2015) - Rocky Gray – bateria (2002–2007 · sessão/ao vivo: 1998–2002) - John LeCompt – guitarra, violão, vocal de apoio (2002–2007 · ao vivo: 2000–2002) - Will Boyd – baixo, guitarra (2002–2006 · sessão/ao vivo: 1998–2002) - Ben Moody – guitarra, violão, baixo, bateria, percussão, teclado, programação (1995–2003) - David Hodges – piano, teclado, vocal de apoio (1999–2002) | - Will "Science" Hunt – programação, sintetizadores (sessão/ao vivo: desde 2009) - James Black – guitarra (ao vivo: 2009) - Dave Eggar – violoncelo (sessão/ao vivo: desde 2006) - Nick Williams – baixo (ao vivo: 1999–2000) - Stephanie Pierce – vocal de apoio (sessão/ao vivo: 1998–2000) - Matt Outlaw – bateria (sessão/ao vivo: 1998–2000) - Adrian James – violino (ao vivo: 1999) |

## Discografia
- Fallen (2003)
- The Open Door (2006)
- Evanescence (2011)
- Synthesis (2017)
- The Bitter Truth (2021)

## Turnês
- Fallen Tour (2002–2004)
- The Open Door Tour (2006–2007)
- Evanescence Tour (2011–2012)
- Synthesis Live (2017–2018)
- The Bitter Truth Tour (2021–2023)

## Prêmios e indicações
Grammy Awards
- 2004: Artista Revelação – Evanescence
- 2004: Melhor Performance de Hard Rock – "Bring Me to Life"
- 2004: Álbum do Ano – Fallen (indicado)
- 2004: Melhor Álbum de Rock – Fallen (indicado)
- 2005: Melhor Performance Pop por uma Dupla ou Grupo – "My Immortal" (indicado)
- 2008: Melhor Performance de Hard Rock – "Sweet Sacrifice" (indicado)